# Sébastien Dewaest
Sébastien Dewaest (Poperinge, 27 maggio 1991) è un calciatore belga, difensore del Francs Borains.

## Palmarès

### Club

#### Competizioni nazionali
- Campionato belga: 1

Genk: 2018-2019
- Supercoppa del Belgio: 1

Genk: 2019